# Miquel Plana i Corcó
Miquel Plana i Corcó (Olot, 1943-2012) fou un pintor i bibliòfil català. Va ser pintor, gravador, dibuixant i editor. Ha sigut un referent de la bibliofília catalana amb una obra molt extensa i variada, on sempre han tingut un lloc especial la poesia i el pensament. Va buscar la col·laboració de diversos escriptors i assagistes, entre ells Josep Maria Gironella, Josep Pla, Francesc Fontbona, Narcís Comadira, Miquel Martí i Pol, Joan Perucho i molts d'altres.
El 1973 va editar la seva primera obra de bibliòfil Un núvol apretat per la tramuntana, amb el text de l'olotí Domènec Moli. En van seguir moltes més, fins a un total de 150, de temàtica molt variada. A banda dels llibres, la seva producció com a gravador és rica i original, va dissenyar i estampar calendaris, carpetes de gravats, cartells, les populars roses de Sant Jordi i les nadales. Va ser autor del cartell de Festes del Tura el 1976 i el 1981. És pare del també dissenyador Elies Plana.
Ha deixat a la Biblioteca de Catalunya la seva obra gràfica.
Les nadales són un grup variat, en va fer per encàrrec i també les pròpies que van formar una sèrie de 25 iniciada el 1985. Aquesta darrera col·lecció ha aplegat l'obra dels millors poetes que ha tingut i té el nostre país i ha estat una demostració anual d'agraïment personal de l'artista olotí.